# Matsbotjärnen, Hälsingland
Matsbotjärnen är en sjö i Hudiksvalls kommun i Hälsingland och ingår i Harmångersåns huvudavrinningsområde.